# تایا پارکر
تایا پارکر (انگلیسی: Taya Parker) یک مانکن اهل آمریکا است.